# Línea 12 (AUVASA)
La línea 12 de AUVASA era línea diametral. Unía el Paseo de Zorrilla de Valladolid con la urbanización de las afueras de Fuente Berrocal. El 2 de enero de 2018 desapareció al fusionarse con la línea 4 (hasta entonces, Duque de La Victoria 5-Pinar de Jalón). La línea 12, desde el año 2012, era sustituida sábados, festivos y todos los días del mes de agosto por la línea 25.
Esta línea nació como 24 con varios servicios puntuales a Fuente Berrocal, pasando poco tiempo después a llamarse 11* por coincidir parte de su recorrido con la línea 11. En el año 2009 adquirió la numeración definitiva.

## Frecuencias
| DÍA                | LUGAR DE SALIDA   | PRIMER SERVICIO | ÚLTIMO SERVICIO | FRECUENCIA |
| ------------------ | ----------------- | --------------- | --------------- | ---------- |
| Lunes a viernes    | PASEO ZORRILLA, 1 | 8:00            | 22:00           | 60 min.    |
| Lunes a viernes    | FUENTE BERROCAL   | 7:30            | 21:30           | 60 min.    |
| Sábados y festivos | SIN SERVICIO      | -               | -               | -          |

- Mes de agosto sin servicio. El servicio en laborables lo realizaba la línea 25 con horario de sábados.

## Paradas
Nota: Al pinchar sobre los enlaces de las distintas paradas se muestra cuanto tiempo queda para que pase el autobús por esa parada.
| Desde Pº Zorrilla, 1 hacia Fuente Berrocal         | Correspondencia con líneas: |
| -------------------------------------------------- | --------------------------- |
| Pº Zorrilla 1 antiguo Hosp. Militar                | 1 5 7 15                    |
| Pº Zorrilla fte. 10 Campo Grande                   | 1 5                         |
| Pº Isabel La Católica 1 esq. 20 de Febrero         | 1 5                         |
| Pº Isabel La Católica junto Pza. Poniente          | 5                           |
| Pº Isabel La Católica 27 esq. Conde Benavente      | 5                           |
| Avda. Gijón 6 Pza. San Bartolomé                   | 5                           |
| Avda. Gijón 26 Canal                               | 5 6 10 C1                   |
| Ctra. Fuensaldaña fte. Fuente el Sol               | -                           |
| C/ Fuente Berrocal Gasolinera                      | -                           |
| C/ Fuente Berrocal esq. Barbero de Sevilla         | -                           |
| C/ Príncipe Igor esq. Flauta Mágica                | -                           |
| C/ Flauta Mágica esq. Electra                      | -                           |
| Desde Fuente Berrocal hacia Pº Zorrilla, 1         |                             |
| C/ Flauta Mágica esq. Electra                      | -                           |
| C/ Barbero de Sevilla esq. Pza. de la Opera        | -                           |
| C/ Fuente Berrocal fte. Gasolinera                 | -                           |
| Ctra. Fuensaldaña raqueta Fuente el Sol            | -                           |
| Avda. Gijón 3 fte. Canal                           | 5 6 10 C2                   |
| Pza. San Bartolomé                                 | 5 6 C2                      |
| Avda. Ramón Pradera 15-17                          | 5 18                        |
| Avda. Ramón Pradera fte. Hotel NH                  | 5 6 18                      |
| Avda. Ramón Pradera Feria de Muestras              | 5 6 18                      |
| Avda. Gloria Fuertes 1 esq. Joaquín Velasco Martín | 6 18                        |
| Pº Isabel La Católica fte. Pza. Poniente           | -                           |
| Pº Zorrilla 10                                     | 5                           |
| Pº Filipinos esq. Pº Zorrilla                      | -                           |